# Siete lunas y siete serpientes
Siete lunas y siete serpientes es una novela del escritor ecuatoriano Demetrio Aguilera Malta, publicada por primera vez en México en 1970. Es una de las obras más conocidas y logradas del autor, y explora temáticas comunes en su obra, entre ellas las injusticias sociales.
La composición de la novela tuvo lugar en Ciudad de México y fue gestada por Aguilera Malta durante aproximadamente dos décadas, en las que recopiló información e ideas para la trama. La misma cuenta los hechos combinando elementos del realismo literario que caracterizaba sus obras pasadas con los mitos y leyendas del litoral, de este modo enmarcándose en el boom del realismo mágico latinoamericano de la época.
La novela fue adaptada como miniserie por la cadena de televisión Ecuavisa, bajo la dirección de Carl West.